# Dorylaimoides conurus
Dorylaimoides conurus är en rundmaskart. Dorylaimoides conurus ingår i släktet Dorylaimoides och familjen Leptonchidae. Inga underarter finns listade i Catalogue of Life.